# Fos (Haute-Garonne)
Fos ist eine französische Gemeinde mit 241 Einwohnern (Stand 1. Januar 2022) im Département Haute-Garonne in der Region Okzitanien (zuvor Midi-Pyrénées). Die Einwohner werden als Fosséens bezeichnet.

## Geographie
Nahe Fos überquert die Garonne die Grenze von Spanien nach Frankreich.
Umgeben wird Fos von den sechs Nachbargemeinden: 
|       | Argut-Dessous                               | Boutx             |
| Arlos | Kompassrose, die auf Nachbargemeinden zeigt | Melles            |
|       | Bausen (Spanien)                            | Canejan (Spanien) |

## Bevölkerungsentwicklung
| Jahr                       | 1962 | 1968 | 1975 | 1982 | 1990 | 1999 | 2007 | 2017 | 2019 |
| -------------------------- | ---- | ---- | ---- | ---- | ---- | ---- | ---- | ---- | ---- |
| Einwohner                  | 559  | 558  | 381  | 351  | 319  | 272  | 253  | 237  | 233  |
| Quellen: Cassini und INSEE |      |      |      |      |      |      |      |      |      |

## Sehenswürdigkeiten

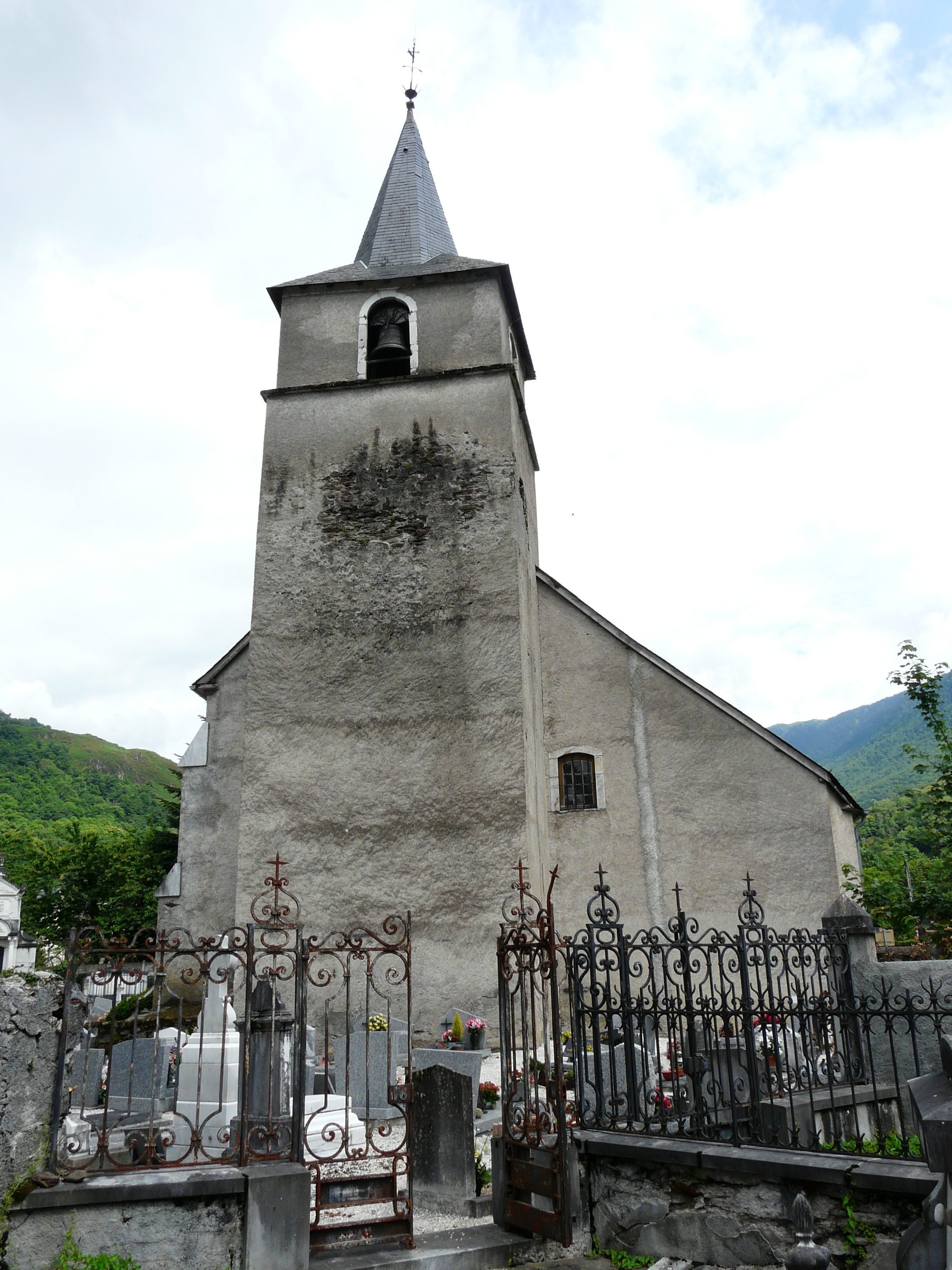
Kirche St-Pierre

- Kirche St-Pierre (Monument historique)
- Kapelle St-Sébastien